# Битка за Саривон
Битка за Саривон је била једна од битака Корејског рата вођена 17. октобра 1950. током офанзиве снага УН против снага Северне Кореје које су извршиле инвазију на Јужну Кореју. Како су многе јединице Војске Северне Кореје биле у повлачењу под притиском снага УН, 27. британска бригада Комонвелта под командом бригадира Базила Коуда је освојила град Саривон током конфузне и махом једностране акције. Елементи америчког 7. коњичког пука су такође учествовали у бици. Војска Северне Кореје је имала 215 погинулих и више од 3.700 заробљених, док су снаге Британије и Комонвелта имале једног погинулог и три рањена војника.

## Последице
1. коњичка дивизија је накнадно предводила напад на Пјонгјанг, освојивши град 20. октобра симултано са корејском 1. пешадијском дивизијом.‍:649